# Rouvroy-Ripont

Rouvroy-Ripont este o comună în departamentul Marne, Franța. În 2009 avea o populație de 6 de locuitori.